# Falangă (formație de luptă)

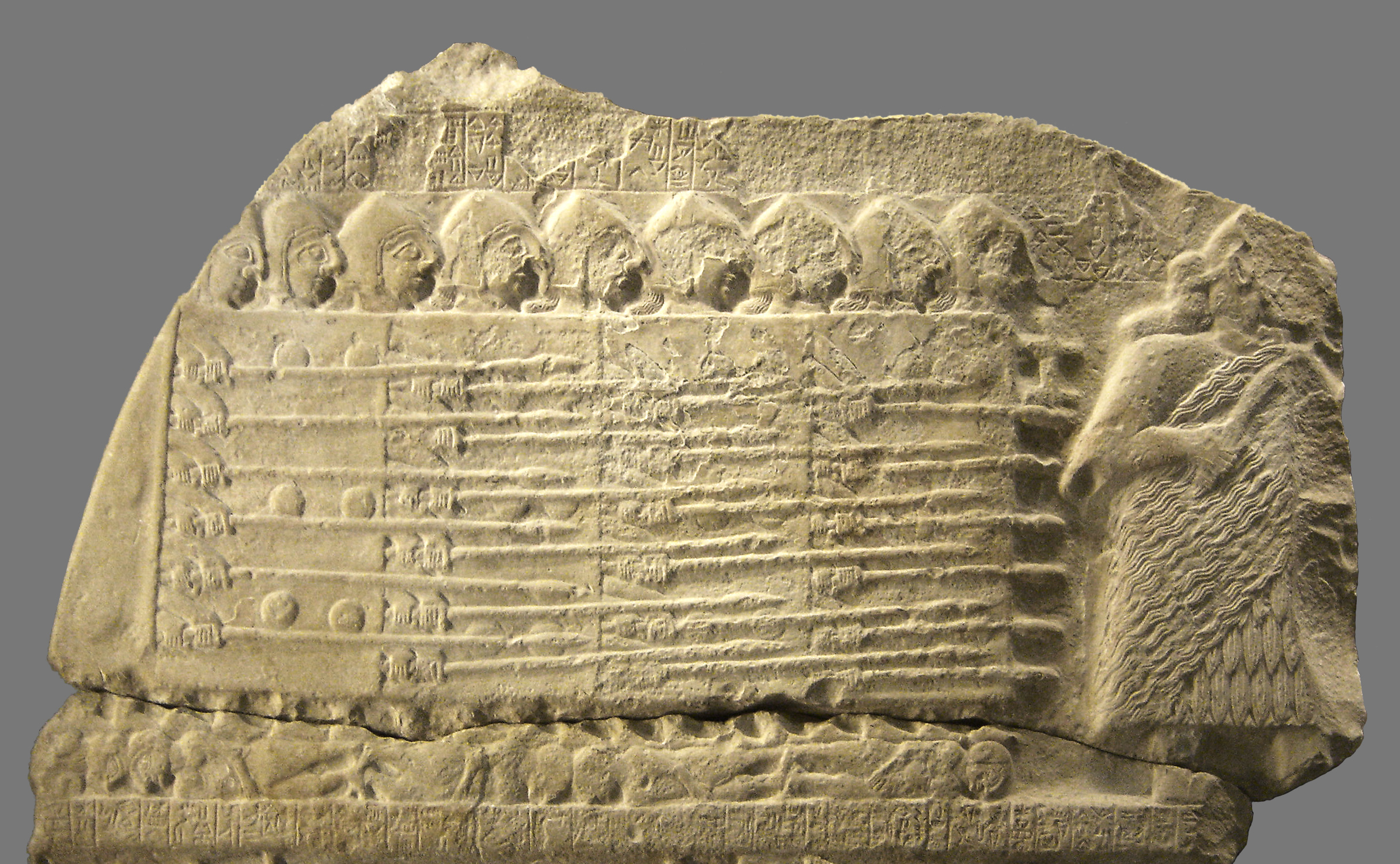
Formație de luptă tip falangă întâlnită la sumerieni. Detaliu dintr-un fragment al stelei victoriei al regelui Eannatum din Lagaș asupra Umma, denumită Stela Vulturilor.

Falanga este o formație de luptă în care se așezau soldații din antichitate. Falanga macedoneană era formată din 16 rânduri de soldați infanteriști care mărșăluiau. Soldații din aceste rânduri țineau în mâini sulițe de 5 sau 6 metri lungime, numite sarissa. Cu ajutorul acestor sulițe, dușmanii erau ținuți la distanță.
Falanga tipică macedoneană a fost folosită de regele Macedoniei Filip al II-lea în luptele împotriva orașelor-stat grecești. Această formație de luptă l-a ajutat pe Filip al II-lea și mai apoi pe Alexandru cel Mare să câștige luptele împotriva perșilor conduși de către regele Darius al III-lea.